# Білоброва Ніна Павлівна
Ніна Павлівна Білоброва (в шлюбі Миронова; 1922—2004) — радянська снайперка часів німецько-радянської війни.

## Біографія
Народилася 9 січня 1922 року в Ярославлі.
До лав РСЧА була призвана 17 грудня 1942 року Кіровським районним військкоматом міста Ярославля. У підмосковному місті Подольську закінчила Центральну жіночу школу снайперської підготовки. Із серпня 1943 року перебувала у діючій армії. Служила снайпером 2-го стрілецького батальйону 64-го Гвардійського стрілецького полку (21-ша гвардійська стрілецька дивізія, 3-тя ударна армія).
За роки війни снайперський рахунок гвардії старшого сержанта Н. П. Білобрової склав 70 знищених солдатів і офіцерів противника. У кінці війни Ніна Білоброва була призначена на посаду командира взводу армійської роти снайперів-дівчат, займалася їх підготовкою та навчанням. Війну закінчила в Берліні.
Померла 29 вересня 2004 року.

## Нагороди
Нагороджена орденами Слави ІІІ та ІІ ступенів (1944, 1944) і орденами Вітчизняної війни ІІ (1944, 1985) і І (1944) ступенів, а також медалями, в числі яких медаль «За відвагу» і «За взяття Берліна».